# Dzięcioł zielonosiwy
Dzięcioł zielonosiwy (Picus canus) – gatunek średniej wielkości ptaka z rodziny dzięciołowatych (Picidae), zamieszkujący Eurazję. Nie jest zagrożony.

## Systematyka
Odnotowano hybrydyzację z dzięciołem zielonym (P. viridis) w Europie Środkowej. Zwykle wyróżnia się 11 podgatunków P. canus. Ich zasięgi występowania na wielu obszarach nachodzą na siebie. Poszczególne podgatunki zamieszkują:
- P. c. canus J. F. Gmelin, 1788 – dzięcioł zielonosiwy[3] – północna i środkowa Europa do zachodniej Syberii
- P. c. jessoensis Stejneger, 1886 – wschodnia Syberia do północno-wschodnich Chin, Półwysep Koreański i północna Japonia
- P. c. kogo (Bianchi, 1906) – środkowe Chiny
- P. c. guerini (Malherbe, 1849) – dzięcioł chiński[3] – północno-środkowe i wschodnio-środkowe Chiny
- P. c. sobrinus J. L. Peters, 1948 – południowo-wschodnie Chiny i północno-wschodni Wietnam
- P. c. tancolo (Gould, 1863) – wyspy Hajnan i Tajwan
- P. c. sordidior (Rippon, 1906) – południowo-wschodni Tybet i południowo-zachodnie Chiny do północno-wschodniej Mjanmy
- P. c. sanguiniceps E. C. S. Baker, 1926 – północno-wschodni Pakistan do północnych Indii i zachodniego Nepalu
- P. c. hessei Gyldenstolpe, 1916 – Nepal i północno-wschodnie Indie do Mjanmy i Indochin
- P. c. robinsoni (Ogilvie-Grant, 1906) – dzięcioł malajski[3] – zachodnia Malezja
- P. c. dedemi (Van Oort, 1911) – dzięcioł sumatrzański[3] – Sumatra

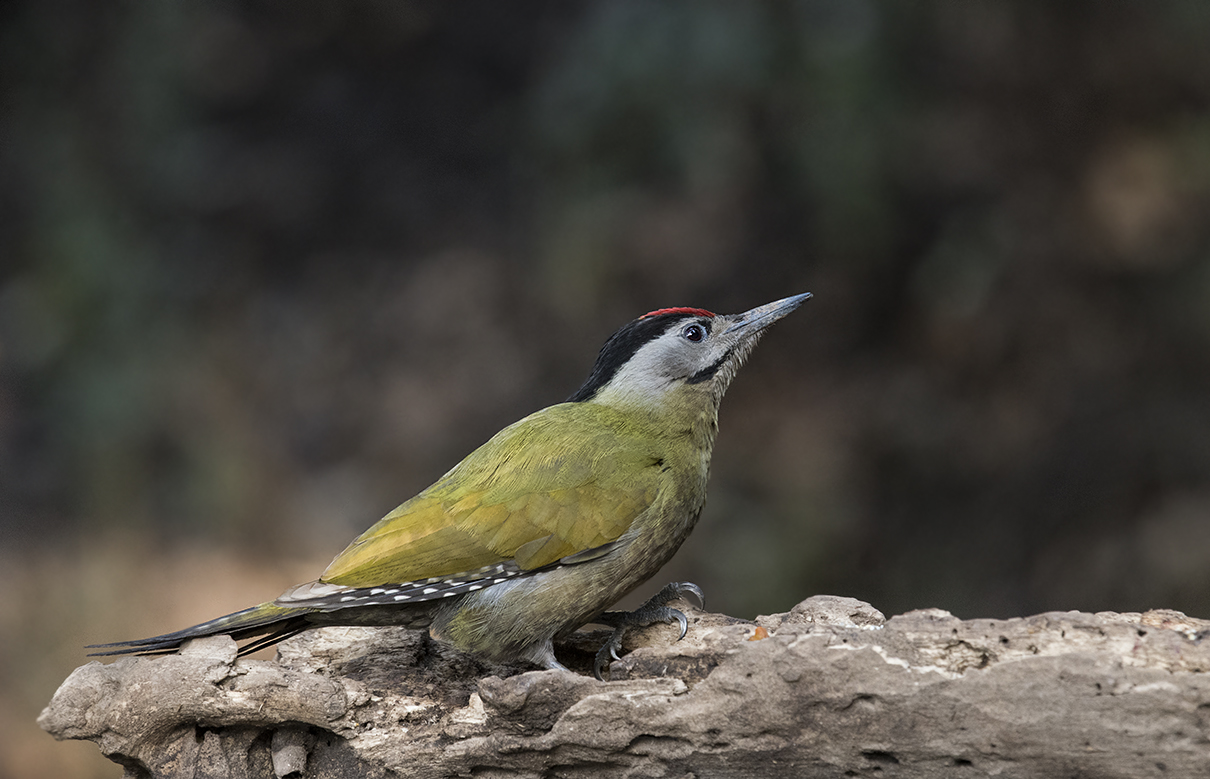
Samiec (Indie)

Niektórzy systematycy do P. canus zaliczają tylko podgatunek nominatywny oraz P. c. jessoensis, do rangi gatunku podnoszą takson dedemi (dzięcioł sumatrzański), a pozostałe 8 wydzielają do osobnego gatunku P. guerini (dzięcioł chiński). Takie ujęcie systematyczne stosuje np. IUCN. Proponowany podgatunek griseoviridis zsynonimizowano z jessoensis. Opisano także kilka innych podgatunków (perspicuus, biedermanni, zimmermanni, perpallidus, setschuanus i gyldenstolpei), jednak różnią się od innych podgatunków tylko minimalnie i nie są obecnie uznawane.

## Występowanie
Dzięcioł zielonosiwy zamieszkuje Eurazję w pasie lasów liściastych od Renu i atlantyckich wybrzeży Francji i Norwegii po Pacyfik. Uważa się, że do Europy przybył ze Wschodu dopiero w okresie polodowcowym. Zasiedlił środkową Europę, północną Francję i Półwysep Skandynawski, choć nie ma go na Półwyspie Pirenejskim i na północnym zachodzie kontynentu. Uważa się, że będzie następował stały wzrost jego areału. Europejska południowa granica występowania przechodzi przez Masyw Centralny w południowej Francji, Bałkany, wybrzeża Adriatyku i Grecję, a dalej wybrzeże Morza Czarnego, dolinę Donu, przedgórze południowego Uralu. Spotkać go też można na terenach strefy umiarkowanej Azji, gdzie ma swe żerowiska w starszych lasach liściastych i mieszanych – w południowej Syberii, na wyspie Hokkaido w Japonii, Półwyspie Koreańskim, południowo-wschodnich Chinach, południowym podnóżu Himalajów, Mjanmie i Indochinach, a izolowane stanowiska zlokalizowano w Turcji, Malezji i Indonezji (Sumatra).
W 2015 roku organizacja BirdLife International szacowała liczebność dzięcioła zielonosiwego w Europie na 187–360 tysięcy par lęgowych. Najliczniejsze populacje znajdują się w Rumunii, Niemczech, Rosji i na Białorusi. W latach 70. i 80. europejskie populacje nieznacznie się zmniejszyły. Trend liczebności pomiędzy 1982 a 2013 rokiem uznano jednak za wzrostowy. Wielkość populacji często zależy od mroźnych i śnieżnych zim, zwłaszcza na północy zasięgu.
W Polsce nieliczny ptak lęgowy głównie na południu i północnym wschodzie. Populację krajową ocenia się na 3000–5000 par lęgowych. Widuje się go na Śląsku i w Małopolsce, a w górach po piętro regla dolnego. Nielicznie występuje w południowej części Mazowsza, na Lubelszczyźnie i Kielecczyźnie, a na północy spotkać go można na Podlasiu, Suwalszczyźnie i północnej części Mazur aż po Pojezierze Iławskie i Wysoczyznę Elbląską. Na przełomie XX i XXI wieku odkryto nowe stanowiska w Wielkopolsce i pojedyncze pary lęgowe na Pomorzu Zachodnim i Gdańskim. W Polsce rozmieszczenie dzięcioła zielonosiwego jest prawdopodobnie podobne do tego z XIX wieku. Czasowo populacje mogły maleć na skutek wyrębu drzewostanów liściastych, osuszania terenów zabagnionych i niszczenia naturalnych dolin rzecznych. Możliwe też było zaniżanie liczby tych ptaków w trakcie monitoringu, przez skryty tryb życia. Długoterminowy trend liczebności w latach 1980–2018 jest wzrostowy (150–200%), ale krótkoterminowy (2007–2018) nie jest dokładnie znany.

## Charakterystyka

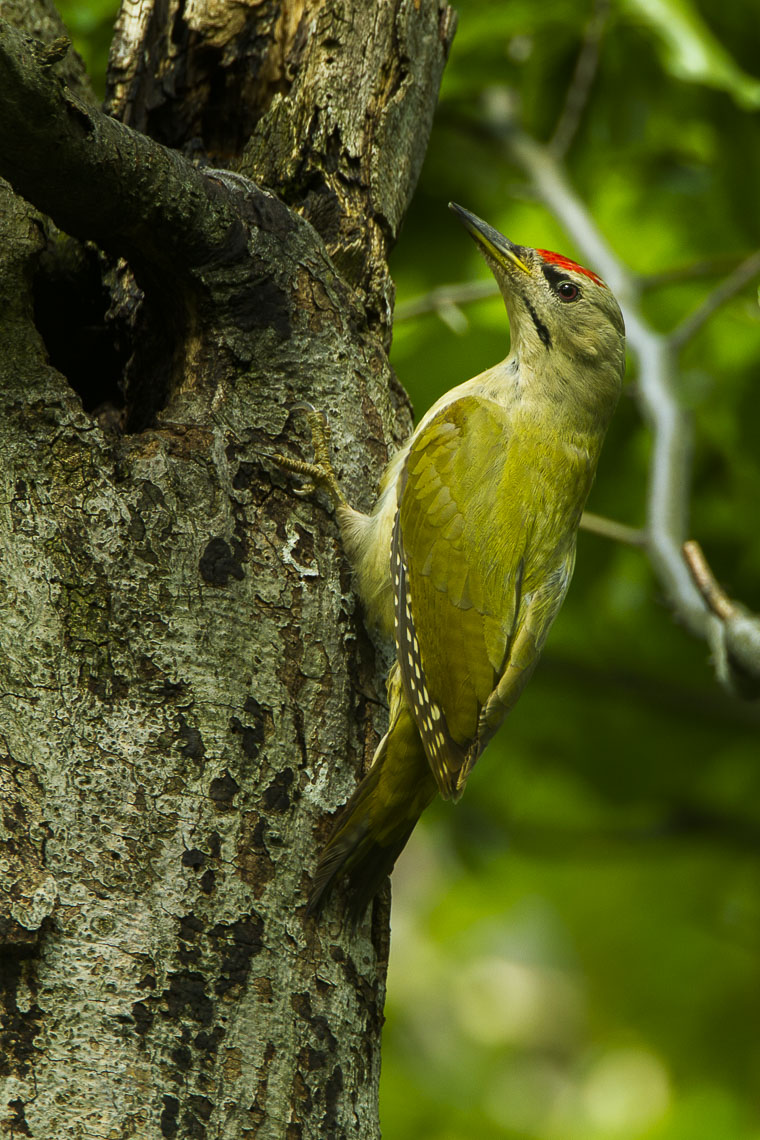
Samiec (Włochy)

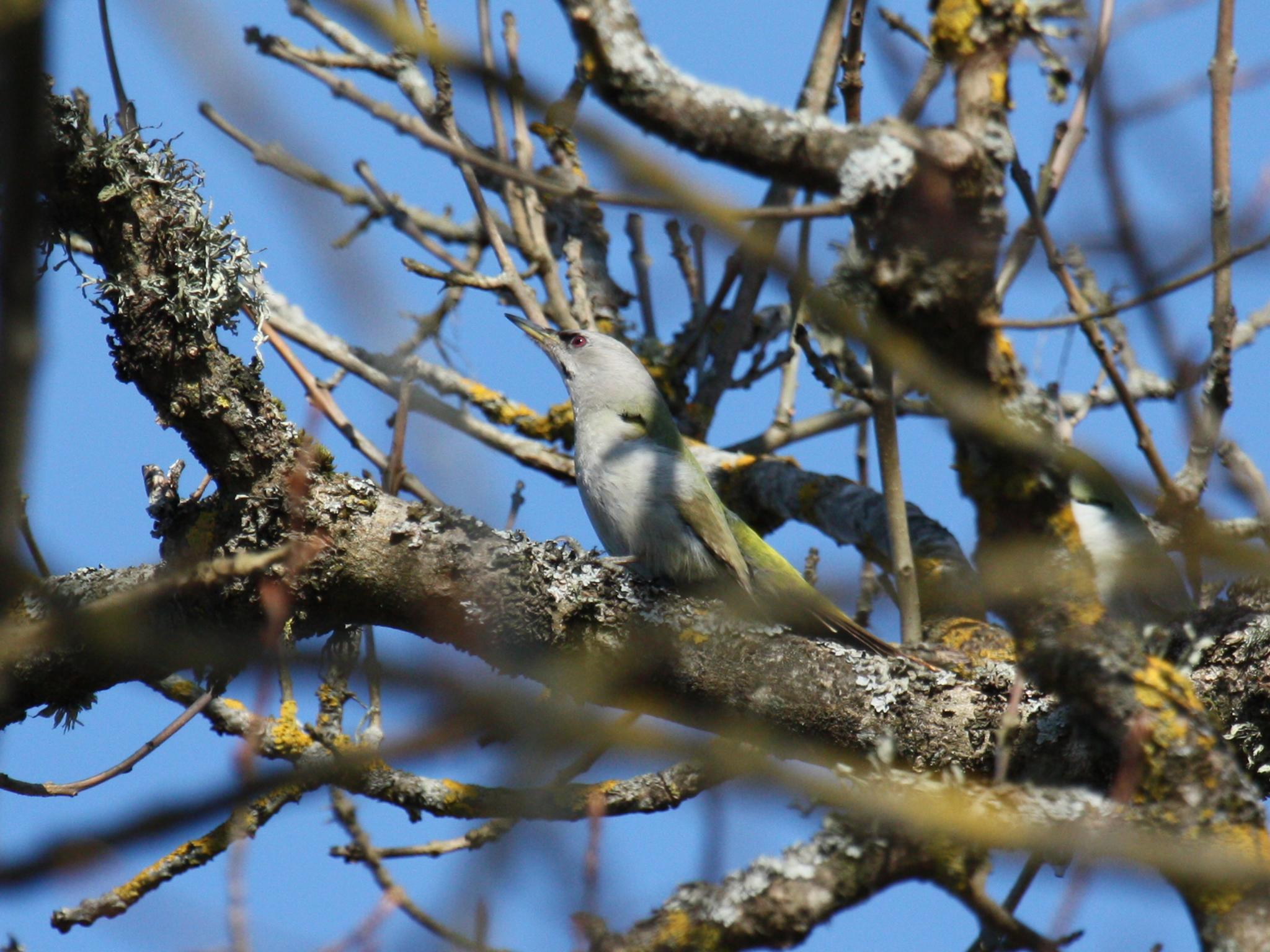
Samica (Estonia)

### Cechy gatunku
Słabo zaznaczony dymorfizm płciowy. W upierzeniu dominuje szara i zielona barwa, co rzadkie u dzięciołów (od tego wzięła się nazwa gatunkowa ptaka). U samca szara głowa, kark i szyja oraz spód ciała szare z niebieskawym odcieniem. Na czole mała czerwona czapeczka, której brak u samicy (w tym miejscu ma szare pióra). Za czapeczką biegną słabo zaznaczone brunatne pręgi (u samicy również na czole), czarny wąs. Na grzbiecie widać czarne paski – krótki między nasadą dzioba a okiem, długi cienki pasek od nasady dzioba po boki podbródka. Grzbiet szarozielony, a kuper żółtozielony. Skrzydła oliwkowe, sterówki szarobrunatne. Pierś i brzuch są szarozielone, a podogonie szarobiałe. W locie szyja wydaje się być krótka. Młode nie różnią się znacznie od ptaków dorosłych, choć ich upierzenie jest mniej kontrastowe o brązowym odcieniu.
To ptak średniej wielkości, trochę większy od kosa. Odróżnia się go od dzięcioła zielonego po zielonożółtej szyi i czerwonej czapeczce tego drugiego (sięga aż ku tyłowi głowy, co widać w locie). Dzięcioł zielonosiwy jest poza tym mniejszy i ma stosunkowo krótszy, delikatniejszy dziób i bardziej zwartą sylwetkę w locie. Jego głos jest też mniej donośny i opada w końcowej części frazy.

### Zachowanie
Dzięcioł zielonosiwy prowadzi skryty tryb życia. Aktywny jest w dzień. Zwykle jest ptakiem samotnie żyjącym, tylko w okresie lęgowym łączy się w pary. Łatwiej jest go zidentyfikować wiosną, zwłaszcza rano i wieczorem w okolicach dziupli, gdyż wydaje wtedy powtarzany 6–9 razy, melancholijny gwizd opadający w końcowej fazie śpiewu, choć brakuje odgłosów przypominających śmiech, jak u dzięcioła zielonego. Nie odzywa się prawie ani jesienią, ani zimą. Dziuple służą również jako noclegowiska. Wydawane bębnienie to seria trwających 1–2 sekund werbli, które wykonuje najczęściej samiec. Samica robi to rzadziej i jej działania są cichsze. Młode, które nie opuściły jeszcze gniazda, da się poznać po specyficznym żebrzącym głosie, który porównać można do bzyczenia szerszeni.
Jest to gatunek osiadły. W górach przemieszcza się jedynie pionowo z regla górnego do piętra pogórza, a na niżu z lasów do parkowych zadrzewień i sadów niedaleko ludzkich zabudowań. Te niewielkie wędrówki (do 150 km od lęgowisk) mają miejsce zimą, kiedy dzięcioły szukają pożywienia. Wtedy też nie przeszkadza im obecność człowieka. W takich warunkach jeden ptak może żerować nawet na 50 km² powierzchni.

### Wymiary średnie
- Długość ciała ok. 28–29 cm
- Rozpiętość skrzydeł ok. 45–46 cm
- Masa ciała ok. 100–145 g

## Biotop
Stare, luźne, dojrzałe mieszane lub liściaste drzewostany o niewielkiej zwartości i z martwymi drzewami. Preferuje obszary pagórkowate, zadrzewienia śródpolne, parki na peryferiach miast, szpalery drzew wokół stawów, skraje kompleksów leśnych graniczące z otwartymi terenami łąk, nieużytków, wiatrołomów i zrębów. Najczęściej spotkać go można w buczynach, łęgach i grądach, a tylko wyjątkowo w borach. Rzadziej zasiedla tereny górskie niż dzięcioł zielony, a jeśli to przebywa na skrajach lasów iglastych.
Najistotniejszymi dla niego siedliskami są:
- kwaśne buczyny Luzulo-Fagenion
- żyzne buczyny Dentario glandulose-Fagenion, Galio odorati-Fagenion
- ciepłolubne buczyny storczykowe Cephalanthero-Fagenion
- grąd subatlantycki Stellario-Carpinetum
- grąd środkowoeuropejski i subkontynentalny Galio-Carpinetum, Tilio-Carpinetum
- łęgi wierzbowe, topolowe, olszowe i jesionowe Salicetum albo-fragilis, Populetum albae, Alnenion glutinoso-incanae, olsy źródliskowe
- łęgowe lasy dębowo-wiązowo-jesionowe Ficario-Ulmetum

## Okres lęgowy

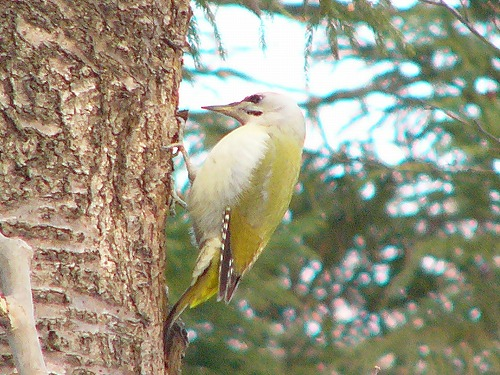
Młody samiec podgatunku jessoensis (Japonia)

### Toki
Dzięcioły zielonosiwe łączą się w pary wczesną wiosną (początek marca) i wtedy zwracają uwagę obserwatorów osobliwym zachowaniem. Toki zaczynają się w ciepłe i bezwietrzne dni. Od marca do końca maja słychać ich głośne, ale przyjemne dla uszu człowieka, pokrzykiwanie. Poza tym biegają energicznie po pniach, przelatują pomiędzy drzewami i uderzają dziobem w gałęzie. Wydawane bębnienie jest najintensywniejsze w trakcie tworzenia się par i wybierania miejsc na gniazdo. To ptak terytorialny, więc gniazduje pojedynczo i z dala od innych par. Areał zajmowany przez daną parę lęgową obejmuje średnio ok. 1–2 km², choć zdarzają się mniejsze powierzchnie – 0,1–0,2 km². Samce zajętość danego obszaru manifestują długimi lotami. Pary są monogamiczne.

### Gniazdo
Okres lęgowy zaczyna się w kwietniu i trwa do przełomu czerwca i lipca. Lęgnie się w samodzielnie wykutej przez oboje rodziców dziupli, do 5–7 m nad ziemią (odnotowano jednak dziuple nawet na 0,2 m i na 24 m nad ziemią), w spróchniałym lub usychającym zwykle drzewie liściastym – buku, topoli, dębie, olszy lub lipie (czasem też w sośnie i wierzbie). Wykucie dziupli może potrwać 9–21 dni. Jej otwór wlotowy ma wymiary ok. 60 x 55 mm i jest owalny. Wyścielenie skąpe, mogą tam być jedynie próchno i cienkie wiórki. W przypadku gdy brakuje odpowiednich drzew na stworzenie komory gniazdowej, wraca do dziupli z poprzednich lat.

### Jaja

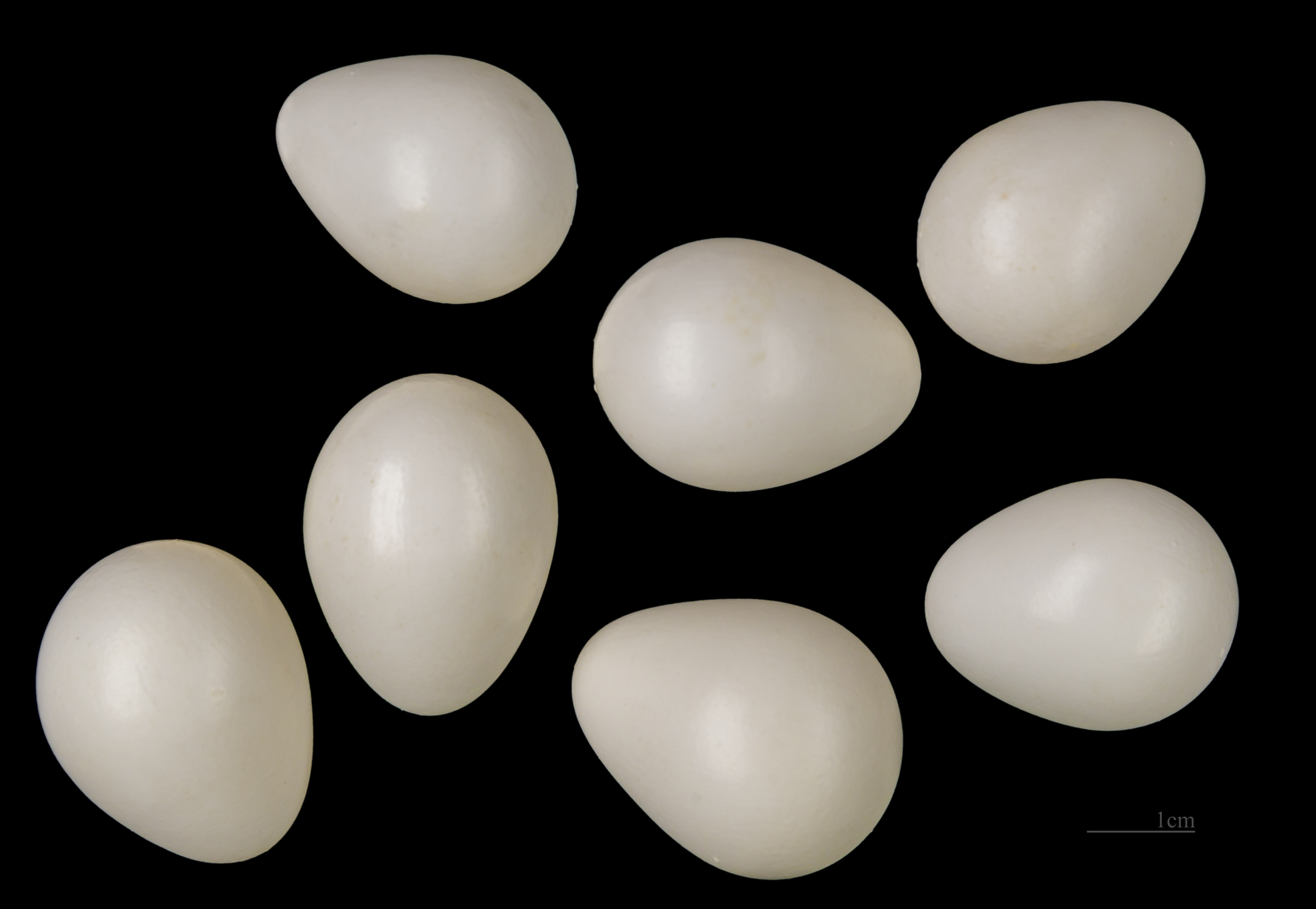
Jaja z kolekcji muzealnej

Jeden lęg w roku, w maju, 7 do 9 białych jaj w zniesieniu.

### Wysiadywanie, pisklęta i dorastanie
Jaja wysiadywane są przez okres 15 do 18 dni przez obydwoje rodziców. Pisklęta wykluwają się ślepe i nagie. Na piętach widać u nich zrogowaciałe zgrubienie. Opierają się na nim, gdy siedzą na dnie twardej dziupli, gdyż ta nie jest niczym wysłana. Starsze młode wychylają głowy z otworu dziupli, gdzie ich rodzice jedynie przysiadają, aby je nakarmić pojedynczo – gdy jedno pisklę dostanie pokarm, ustępuje następnemu z rodzeństwa. W gnieździe są ciche i odzywają się tylko w czasie karmienia. Pisklęta opuszczają gniazdo po około 20 dniach. Dojrzałość płciową osiągają w 2. roku życia. Zimą dorosłe ptaki pozostają na terenach lęgowych, ale młode dzięcioły wyruszają w wędrówki za nowymi terytoriami dla stałego zasiedlenia się. Nie są one dalekie, bo zwykle ograniczają się do kilkudziesięciu kilometrów od miejsc ich urodzenia.

## Pożywienie
Owady, głównie mrówki z rodzaju Lasius i Formica (postacie dorosłe, poczwarki i jaja). Zbiera je z powierzchni lub wydobywa z miękkiego drewna. Zimą może korzystać z żerowisk dzięciołów czarnych i dzięki temu docierać do mrowisk ukrytych pod pokrywą śnieżną (sam tego nie potrafi). Pożywia się też roślinami, a najchętniej owocami jarzębiny, orzechami laskowymi, bzem czarnym, ziarnami i sokami sączącymi się z drzew.
Żeruje przeważnie na ziemi, sondując dziobem podłoże i rozgrzebując miejsca, gdzie gromadzą się mrówki. Wyciąga je swym długim i lepkim językiem. Mrówki są również pokarmem dla jego piskląt. Rodzice karmią je poprzez zwrócenie treści pokarmowej żołądka (regurgitacja). Poza tym bezkręgowców szuka na martwych i zamierających drzewach w zagłębieniach kory. W okresie zimowym spotkać można go w ludzkich osiedlach, gdy zdejmuje owady ze ścian budynków i wyjada pożywienie z karmników.

## Status, zagrożenia i ochrona
Międzynarodowa Unia Ochrony Przyrody (IUCN) uznaje dzięcioła zielonosiwego za gatunek najmniejszej troski (LC – Least Concern). IUCN od 2014 roku stosuje jednak ujęcie systematyczne, w którym za osobne gatunki uznaje dzięcioła chińskiego (Picus guerini) i dzięcioła sumatrzańskiego (Picus dedemi). Liczebność światowej populacji dzięcioła zielonosiwego (w ujęciu stosowanym przez IUCN), obliczona w oparciu o szacunki organizacji BirdLife International dla Europy z 2015 roku, mieści się w przedziale 0,9–1,9 miliona dorosłych osobników, a globalny trend uznawany jest za wzrostowy. Dzięcioł chiński zaliczany jest do kategorii najmniejszej troski (LC), a dzięcioł sumatrzański klasyfikowany jest jako gatunek bliski zagrożenia (NT – Near Threatened). Po podziale taksonomicznym gatunku liczebności dzięcioła chińskiego ani sumatrzańskiego nie zostały oszacowane, ale ich trend uznawany jest za spadkowy.
W Polsce dzięcioł zielonosiwy jest objęty ochroną gatunkową ścisłą, wymaga ochrony czynnej. Na Czerwonej liście ptaków Polski został sklasyfikowany jako gatunek najmniejszej troski (LC). W latach 2013–2018 liczebność krajowej populacji lęgowej szacowano na 3000–5000 par.
Utrzymaniu liczebności dzięcioła zielonosiwego zagraża:
- niewłaściwa gospodarka leśna, a zwłaszcza usuwanie starych drzewostanów liściastych i mieszanych z martwymi i obumierającymi drzewami, gdzie ptak normalnie wykuwa dziuple,
- utrata siedlisk w wyniku nadmiernej intensyfikacji rolnictwa na obszarach otwartych graniczących z lasami,
- eliminowanie zadrzewień w dolinach rzecznych i przy zbiornikach wodnych, o tyle istotnych, że mają miękkie drewno.